# هه دان جیا
هه دان جیا(چینی:河亶甲) زاده شده با نام تی زینگ(چینی:子整) شاهی بود از شاهان دودمان شانگ در چین. سیما کیان، تاریخنگار هان، در کتاب شیجی، او را دوازدهمین شاه شانگ دانسته است که پس از پدرش وئی رن(چینی:外壬) در سال گنگشِن(چینی:庚申) در تختگاه آئو، به شاهی نشست. در سال نخست فرمانروایی اش او تختگاه را به شیانگ(چینی: 相) بُرد. در سال سوم فرمانروایی، وزیرش پِنگبو(چینی:彭伯)، په ای را متصرف شد. در سال چهارم فرمانروایی، او بار دیگر به بربریان حمله برد. در سال پنجم، بنفنگ را متصرف د. زو یی، جانشین هه دان جیا بود. کتیبه نگاری بر استخوان و لاک لاک پشتان، جیا گو ون، نیز از هه دان جیا نام برده و او را یازدهمین شاه شانگ دانسته که به جیان جیا مشهور بوده است.